# Forces armées du Nicaragua
 (janvier 2018).
Si vous disposez d'ouvrages ou d'articles de référence ou si vous connaissez des sites web de qualité traitant du thème abordé ici, merci de compléter l'article en donnant les références utiles à sa vérifiabilité et en les liant à la section « Notes et références ».
Les forces armées nicaraguayennes ou forces armées du Nicaragua (en espagnol : Fuerzas Armadas de Nicaragua) sont les forces militaires du Nicaragua.
Elles regroupent les forces terrestres, la marine nicaraguayenne, la force aérienne nicaraguayenne et les forces de défense civile.

## Historique

### Garde nationale, 1927-1979
Les longues années de lutte entre les paysans et les factions politiques de propriété foncière et l'existence d'armées privées ont poussé les États-Unis à parrainer la Garde nationale comme une institution apolitique pour assumer toutes les fonctions militaires et policière au Nicaragua. Les fusiliers marins ont fourni des formations, mais leurs efforts ont été compliqués par un mouvement de guérilla mené par Augusto Sandino qui a continué de résister aux fusiliers marins et la Garde nationale, débutant à partir d'un bastion dans les zones montagneuses du nord du Nicaragua.
Après l'avènement de l'« United States Good Neighbor Policy » en 1933, les fusiliers marins se sont retirés. Ayant atteint un effectif d'environ 3 000 hommes au milieu des années 1930, la garde était organisée en compagnies, bien que la composante de la garde présidentielle ait approché la taille du bataillon. Étendu à pas plus que 9,000 pendant la guerre civile de 1978-1979, la garde a consisté en un bataillon renforcé, une unité tactique principale, un bataillon de Garde Présidentiel, une entreprise mécanisée, un bataillon d'ingénieur, de l'artillerie et des batteries antiaériennes et une société de surveillance dans chacun de seize départements du pays.
Les armes principales de la Garde nationale étaient les M1 Garands et les fusils mitrailleurs israéliens Galil, plus tard, les armes à feu antiaériennes et les mortiers. Le Nicaragua a déclaré la guerre contre l'Axe en 1941, immédiatement après l'attaque japonaise sur Pearl Harbor. Bien que le Nicaragua n'ait pas été activement impliqué dans la Deuxième Guerre mondiale, cela lui a permis d'obtenir l'aide militaire Lend-Lease des États-Unis en échange de l'installation de bases américaines à Corinto dans le département de Chinandega. Les importations supplémentaires d'armes légères et le transports et l'équipement de communication ont suivi et des avions légers de transports.
L'aide militaire des États-Unis apportée à la Garde nationale a continué conformément au traité du Rio de Janeiro de Défense Mutuelle (1947), mais s'est arrêtée en 1976 après que les relations avec l'administration d'Anastasio Somoza Debayle (1967-1972, 1974-1979) eurent empiré. Mis à part des escarmouches de frontière mineures avec le Honduras (pays voisin du Nicaragua) en 1957 sur un désaccord sur une question de frontières, la Garde nationale n'a été impliquée dans aucun autre conflit avec ses voisins. Le pouvoir domestique de la garde s'est cependant progressivement élargi pour embrasser non seulement sa sécurité intérieure et des fonctions de police mais aussi des contrôles sur la douane, des télécommunications, des installations portuaires et la radiodiffusion.
La Garde Nationale fut responsable d'atrocités sous la dictature des Somoza.
À la suite d'une tentative d’assassinat du dictateur Anastasio Somoza García le 4 avril 1954, la Garde Nationale se lança à la chasse des coupables, les torturant et les tuant une fois retrouvés. Parmi ceux qui avaient tenté mettre fin à la dictature se trouvaient Adolfo Báez Bone et Pablo Leal Rodríguez (père du futur chancelier dans le gouvernement de Enrique Bolaños Geyer, 2002-2007, Ernesto Leal Sánchez). Ils furent appelés les Martyrs d'Avril. Au passage, la Garde massacra cent cinquante paysans qui n'avaient rien à voir dans l'affaire.
En 1977, des centaines de soldats de la Garde furent lancés en avions et en hélicoptères contre les habitants des petites îles Solentiname, détruisant et massacrant tout sur leur passage, excepté un guérillero qui fut emprisonné : Felipe Peña. Felipe raconta « qu'une fois qu'il allait y avoir une inspection de la Croix Rouge Internationale, ils les firent laver et blanchirent, à la chaux, les murs de la prison., ils scellèrent les trous malodorants pleins de vers, ils cachèrent le trou où ils urinaient et déféquaient, ils mirent un lit à chacun, leur donnèrent des journaux et une radio ».
Le 13 septembre 1978, la Garde commença la tuerie de la population civile de Masaya, les jeunes étaient tout particulièrement visés. Un journaliste du Time, Bernard Diederich (en), raconte avoir vu un garde pointer son arme sur un jeune au sol. Avant de le tuer, les gardes obligèrent les journalistes à partir. Au cours du mois, elles bombarda certaines villes, comme Esteli. Et, à Diriamba, à la recherche d'un enfant âgé de douze ans, Manuel de Jesús Rivera, la garde en abattit d'autres avant de le retrouver.
La mort de Pedro Joaquín Chamorro Cardenal, le 10 janvier 1978, déclencha l'insurrection qui mettra fin à l’existence de la Garde Nationale.

### L'Armée sous le gouvernement Sandiniste (FSNL) 1979-1990
Pour remplacer la Garde nationale, les Sandinistas ont établi une nouvelle armée nationale, l'Armée Populaire Sandiniste (Ejército Populaire Sandiniste ou EPS) et une police, la Police Sandiniste. Ces deux groupes, contrairement à l'original ont été contrôlés par les Sandinistas et formés par le personnel de Cuba, l'Europe de l'Est et l'Union soviétique.
En attendant, l'EPS s'est développé, avec le support de Cuba et de l'Union soviétique, c'est alors l'armée la plus grande et la mieux équipé de toute l'Amérique Central. Le service militaire obligatoire, instaurés en 1983, a amené les forces d'EPS à environ 80 000 hommes avant le milieu des années 1980.

### Forces armées nicaraguayennes, 1990-1995
Conformément à un accord entre le Président désigné Violeta Barrios de Chamorro de l'Union d'Opposition Nationale (UNO) et le parti Sandiniste du Front sandiniste de libération nationale vaincu, le Général Humberto Ortega, l'ancien ministre de la Défense Nationale et le commandant en chef de l'EPS sous le Sandinistas, est resté à la tête des forces armées Nicaragéenne. Selon une loi qui est entrée en vigueur en avril 1990, l'EPS est devenu subalterne à la Présidente Chamorro.L'autorité de cette dernière sur l'EPS a été très limitée. Il n'y avait aucune fonction de Ministère de la Défense et aucun ministre mettre en œuvre des politiques de défenses nationales ou exercice de contrôle civil des forces armées. Conformément à la Loi d'Organisation Militaire de l'Armée Populaire Sandiniste ordonné juste avant la victoire de élective de Chamorro, Humberto Ortega a créé la construction militaire et des déploiements de force. Il s'est contracté sur l'obtention d'armes et a rédigé le budget militaire à présenté au gouvernement. Seulement un budget global a dû être soumis à la législature, évitant ainsi un examen d'article de ligne par l'Assemblée nationale.
Les officiers sandinistes sont restés à la tête de toutes les directions générales et des régions militaires. Le chef de l'armée est le général major Joaquín Cuadra Lacayo. Faisant face aux pressions intérieures pour enlever Humberto Ortega et le risque du raccourcissement d'aide des États-Unis et tant que les Sandinistes sont restés dans le contrôle des forces armées, Chamorro a annoncé qu'Ortega serait remplacé en 1994. Ortega a réaffirmé son intention de rester à la tête de l'EPS jusqu'à ce que le programme de réforme d'armée ait été complété en 1997.
Les mesures de réforme de l'armée ont été lancées avec des diminutions profondes dans le personnel, l'abolition de la conscription et aussi avec le démantèlement de la milice. La taille de l'armée a réduit d'une force maximale de 97 000 troupes pendant le Sandinisme aux environs de 15 200 en 1993, ceci est accomplis par des décharges volontaires et des retraites forcés. Sous le Sandinistas, le personnel général d'armée a incarné de nombreuses branches comme l'artillerie de directions, les communications, les Gardes de Frontière, la construction militaire, le contre-espionnage, les formations des opérations, l'organisation et la mobilisation du personnel et la logistique. La plupart de ces organismes semblent avoir été conservés, bien qu'ils aient été réorganisés. L'Armée de l'air nicaraguayenne et la Marine étaient aussi subalternes au personnel général d'armée.
Depuis 1990 la mission de l'EPS a été d'assurer la sécurité des frontières nationales et traiter des perturbations internes. Sa tâche principale a été d'empêcher le trouble et la violence provoquée par les bandes armées d'anciens Contra et des soldats Sandinistes.En novembre et décembre 1992, l'EPS a été déployé au côté de la Police nationale pour empêcher la violence pendant des manifestations par le Front des Travailleurs nationaux qui sont pour une paie améliorée et des avantages comme les allocations. L'EPS et les Gardes de Frontière aident aussi la police dans le contrôle de narcotiques. Un petit contingent d'EPS travaille dans une brigade de désarmement spéciale pour réduire l'arsenal d'armes dans des mains civiles.

### Armée nationale du Nicaragua de 1995 à nos jours
Avec les réformes constitutionnelles fait en 1995, l'EPS a obtenu sa nature apolitique actuelle, se métamorphose en une institution militaire professionnelle, nationale nouvellement nommée Ejército du Nicaragua (l'Armée nationale du Nicaragua). L'Armée nationale est aujourd'hui mandatée pour être une force une force pour la défense nationale, mais aussi pour la sécurité publique, la défense passive et le développement national.